# Violka obojetná
Violka obojetná neboli violka obojaká (Viola ambigua) je vytrvalá bylina dorůstající výšky asi 5–10 cm. Lodyha se nevytváří, listy jsou jen v přízemní růžici. Oddenek je silný, často vícehlavý, ale výběžky se nevytváří. Od jiných podobných violek se liší tvarem čepele listů, která je skoro 2× delší než široká, tedy poměrně úzká a je jen mělce srdčitá (ostatní podobné violky mají listy širší a hlouběji srdčité). Charakteristické je, že čepel krátce sbíhá na řapík. Řapíky jsou hustě, krátce šikmo nazpět odstále chlupaté. Na bázi listů jsou palisty, které jsou třásnitě zubaté a zuby jsou brvité, ale někdy jsou zcela bez třásní. Na květní stopce je 1 pár listénců, který se nachází zhruba v polovině délky květní stopky. Kvete v březnu až dubnu, květy jsou sytě fialové a silně vonné.

## Synonyma
- Viola campestris Bieb.
- Viola hirta subsp. ambigua (W. et K.) Rouy et Fouc.
- Viola ambigua W. et K. subsp. campestris (Bieb.) Gams in Hegi

## Rozšíření
Druh roste ve střední Evropě: Maďarsko, Rakousko, Česká republika, Slovensko, dále v JV Evropě a v oblasti Černého moře až po Arménii. V rámci České republiky se jedná o druh velmi teplomilný. V Čechách roste velmi vzácně v Českém středohoří, trochu hojnější je v nejteplejších částech jižní Moravy. Roste na výslunných suchých stráních, zpravidla nezalesněných.

## Ohrožení
Violka obojaká patří k silně ohroženým druhům, kategorie: C2